# 洪巧玲
洪巧玲（英語：Carlene Ang Aguilar；1982年2月8日—），菲律賓選美皇后，中菲混血兒，父親（Raul Aguilar）菲律賓人，母親（Catharin Ang）福建人，家中長女，有兩名弟弟及一名妹妹。現居住於菲律賓奎松市。她獲得菲律賓大學迪里曼分校文學士學位。
2004年奪得國際華裔小姐季軍；於2005年參選世界小姐。2004年時與香港無線電視簽約成為旗下藝人，約滿後回歸祖國。

## 電視劇
- 2004年 《赤沙印記@四葉草.2》（TVB）

## 選美

### 2001年地球小姐競選 (Miss Earth 2001)
2001年19歲的洪巧玲參選菲律賓地球小姐，第一次參加選美活動就當選冠軍，並奪得完美肌膚小姐、阿文河小姐。其後於11月代表菲律賓參加國際選美地球小姐競選，獲得最佳晚裝演繹獎，成功晉身10強。

### 2004年國際華裔小姐競選 (Miss Chinese International 2004)
2004年洪巧玲參選馬尼拉唐人街小姐，最後以大熱姿態獲得冠軍。一月到香港參選2004年國際華裔小姐，成為首位菲律賓代表入選三甲，並獲得「笑靨花容小姐」獎項，成為雙料季軍。得獎後與香港無視電視簽約成為旗下藝人，同年拍攝青春偶像劇《赤沙印記@四葉草.2》，亦接拍了瘦身產品及護膚品等廣告。

### 2005年菲律賓小姐競選 (Bb. Philipinas 2005)
2005年，約滿後返回家鄉，參選菲律賓小姐。網民投票票選大熱佳麗之一，預賽才藝表現環節中得到第三名，並且得到菲律賓航空公司推薦為菲航小姐。最後，決賽晚獲選成為世界小姐代表。

### 2005年世界小姐競選 (Miss World 2005)
當選為菲律賓代表後，洪巧玲於11月前往中國參選世界小姐，與超過100名各國佳麗爭奪后冠。賽前大熱的她，於英國賭博網站中被視為冠軍人馬，並由網上公投得到最奪目小姐獎。比賽當晚，聯同韓國小姐和印度小晉升亞太區三強，爭奪亞洲皇后美喻，最後由韓國小姐奪得。可惜大熱倒灶，12強止步。

## 外部連結
- 官方網頁：Carlene Aguilar（英文）
- 2004年度國際華裔小姐競選 - 洪巧玲
- Asian Beauties - Carlene Aguilar （页面存档备份，存于）（英文）
- Miss World 2005 - Carlene Aguilar（英文）
- Missosology.org - Carlene Aguilar（英文）